# Teatro dell’Opera di Roma

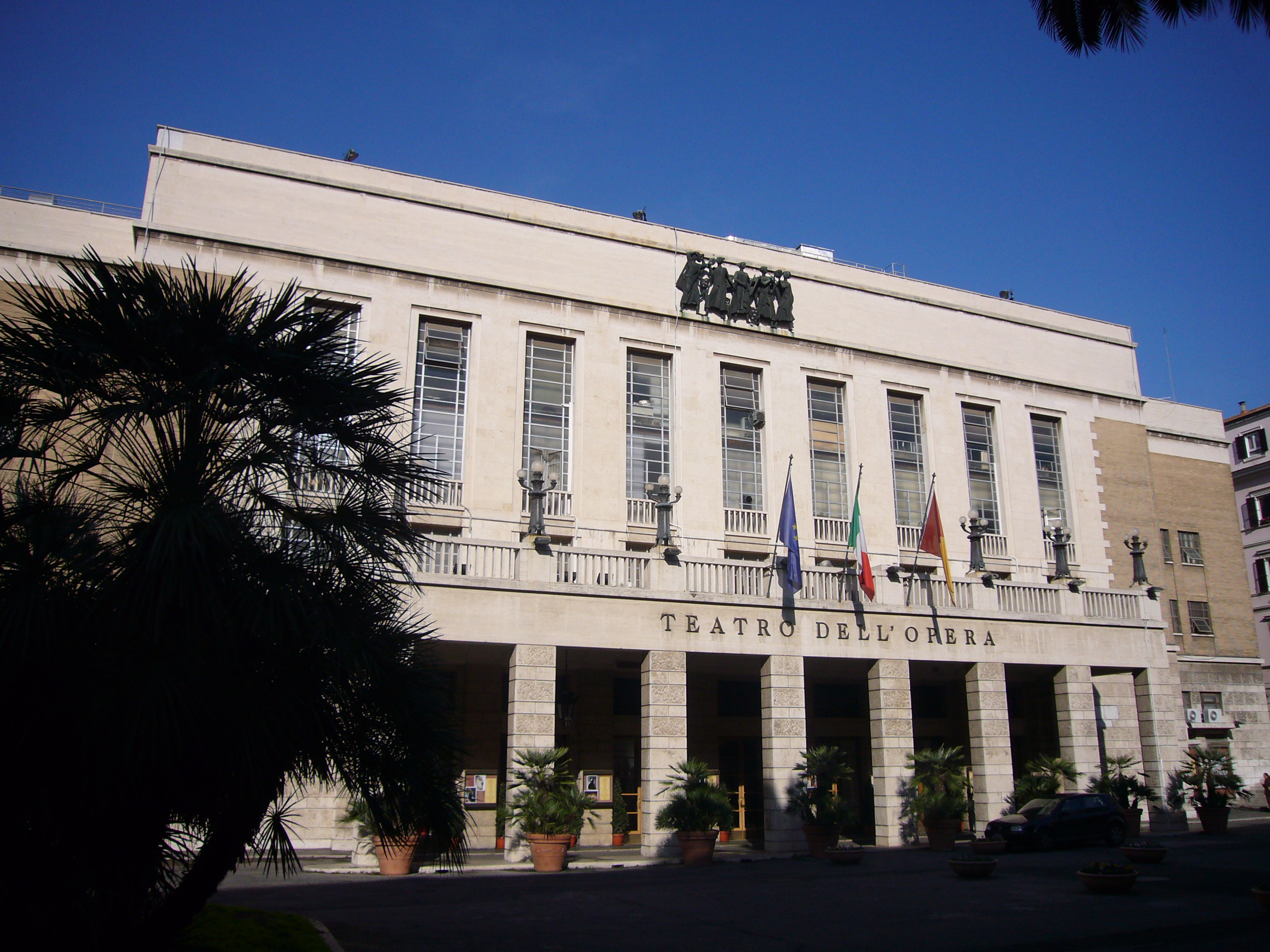
Das Teatro dell’Opera di Roma

Das Teatro dell’Opera di Roma ist ein Opernhaus auf dem Viminal in Rom, Italien. Das Haus wurde im November 1880 unter dem Namen Teatro Costanzi eröffnet und liegt an der Piazza Beniamino Gigli 1.

## Geschichte
Das geschichtsträchtige Gebäude wurde von dem Finanzier Domenico Costanzi (1810–1898) in Auftrag gegeben und von dem Architekten Achille Sfondrini (1836–1900) entworfen. Das Teatro dell’Opera di Roma wurde in einer Bauzeit von 18 Monaten erstellt und erhielt seinen ersten Namen, Teatro Costanzi, nach dem Bauherrn. Die Eröffnung fand am 27. November 1880 mit einer Aufführung der Opera seria Semiramide von Gioachino Rossini statt. In der Opera Roma, die über 2.200 Plätze verfügt, fanden zahlreiche Uraufführungen, wie die der Opern Cavalleria rusticana (17. Mai 1890) von Pietro Mascagni oder Giacomo Puccinis Tosca (14. Januar 1900), statt.
Das Opernhaus wurde zweimal, von 1926 bis 1928 und im Jahr 1958 deutlich umgestaltet.